# فايرفلاي (مسلسل)
فايرفلاي (بالإنجليزية: Firefly)‏ هو مسلسل دراما أمريكي من تأليف وإخراج جوس ويدن وبطولة ناثان فيليون،جينا توريس،ألن توديك،مورينا باكارين وآدم بالدوين.تم عرض المسلسل من سبتمبر حتى ديسمبر 2002.